# Dicranota landrocki
Dicranota landrocki är en tvåvingeart som beskrevs av Czizek 1931. Dicranota landrocki ingår i släktet Dicranota och familjen hårögonharkrankar. Inga underarter finns listade i Catalogue of Life.